# 318
Cette page concerne l'année 318  du calendrier julien. Pour l'année 318 av. J.-C., voir 318 av. J.-C. Pour le nombre 318, voir 318 (nombre).
L'année 318 est une année commune qui commence un mercredi.

## Événements
- 26 avril : le Premier ministre Sima Rui est officiellement intronisé comme empereur de Chine sous le nom de Yuandi[1] ; il fonde la dynastie des Jin orientaux qui règne au sud du Yangzi Jiang, avec pour capitale Jiangkang (Nankin) jusqu'en 420. Le nord du pays tombe aux mains des Xiongnu et des Xianbei (Proto-Mongols).
- 23 mai, Empire romain : première loi anti-païenne publiée par Constantin contre les pratiques magiques par un rescrit envoyé au préfet Septimius Bassus[2].

- Débuts de la prédication du prêtre libyen Arius à Alexandrie. Il soutient que le Fils est une créature du Père, niant la consubstantialité des trois hypostases de la Trinité. L'évêque Alexandre convoque un concile des évêques d’Égypte qui condamne Arius et ses partisans[3].
- Premier monastère fondé par Pacôme le Grand à Tabennèse, près de Thèbes, en Égypte[4]. Il définit les premières règles de la vie monastique (travail, pauvreté, chasteté).